# Охотский липарис
Охотский липарис (лат. Liparis ochotensis) — вид морских лучепёрых рыб из семейства липаровых. Максимальная длина тела 66 см. В спинном плавнике нет жёстких лучей, мягких лучей 43—48. В анальном плавнике нет жёстких лучей, мягких лучей 35—39. Позвонков 48—52. Грудные плавники с неглубокой выемкой. Хвостовой плавник широкий, задний край округлый. Окраска тела чрезвычайно изменчива — серая, светло-коричневая, коричневая, пятнистая, крапчатая, полосатая, крапчатая с сетчатым и однотонным рисунком; спинной и анальный плавники того же цвета, что и тело, или черноватые; хвостовой плавник с 2 или 3 широкими тёмными полосами, с несколькими нерегулярными тёмными полосами или полностью черноватый. Глаз серебристый, пока свежий. Морская донная рыба. Встречается на глубине до 761 м, обычно 50—200 м. Населяет северную часть Тихого океана: Японское море от Кореи до Татарского пролива, Охотское море от устья реки Амур до залива Анива у мыса Терпения, Тихий океан от Хоккайдо до Курильских островов и юго-востока Камчатки, северная и восточная части Берингова моря. Её охранный статус не оценён, она безвредна для человека и не является объектом промысла.